# Oppidum des Caisses de Jean-Jean
Pour les articles homonymes, voir Jean-Jean.
L'oppidum des Caisses de Jean-Jean est un oppidum situé dans la commune de Mouriès, dans les Alpilles, dans le département des Bouches-du-Rhône, en France. Il remonte à l'époque celtique. Il est situé dans une cuvette entourée de deux barres rocheuses calcaires au nord et au sud qui se rejoignent à l'est pour former une acropole. Des fortifications de plusieurs époques y ont été identifiées, attestant du peuplement de cet oppidum du VIe au Ier siècle av. J.-C.,. Il est accessible au moyen d'un itinéraire balisé.

## Situation

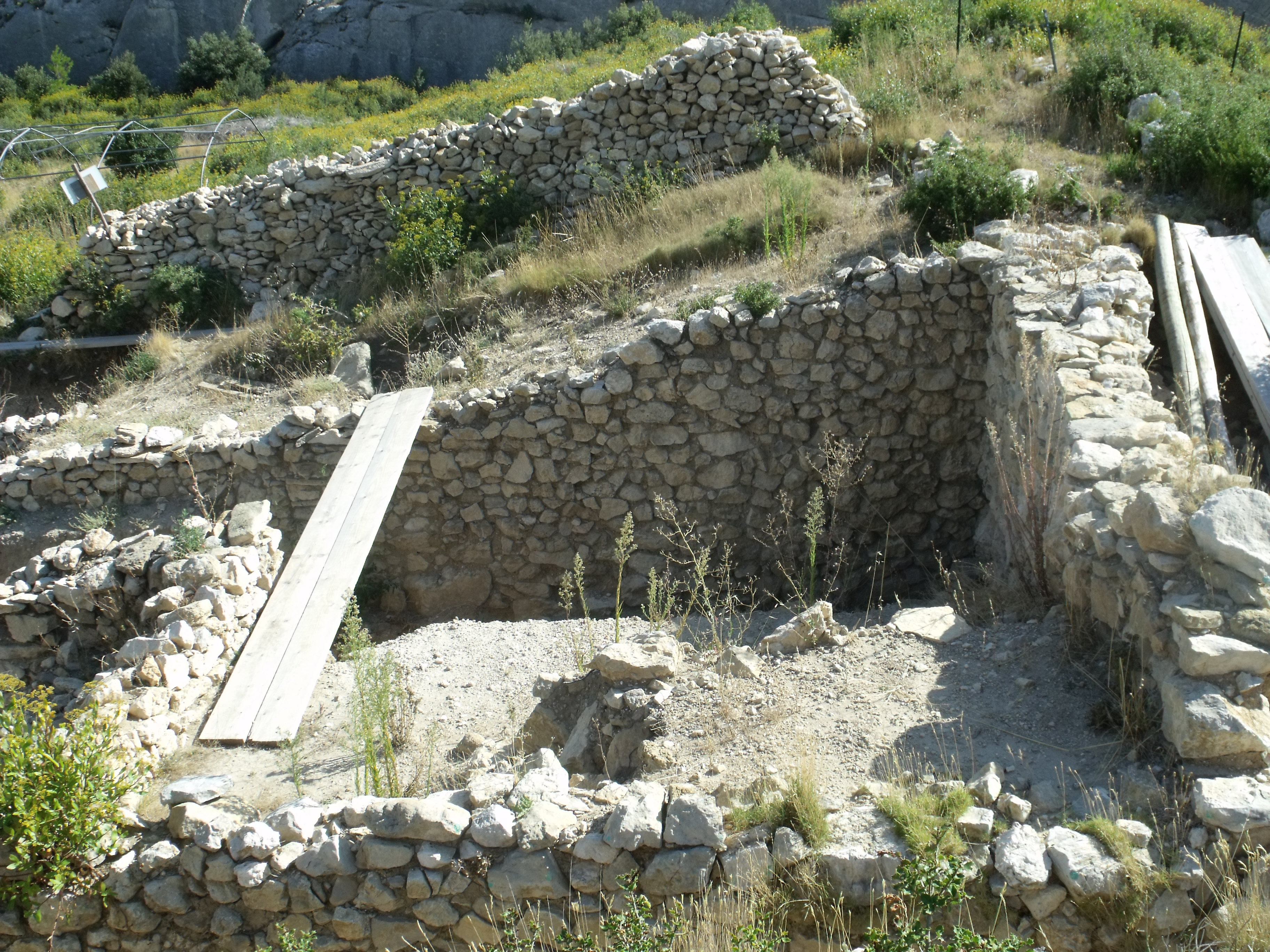
Une des maisons dégagées.

L'oppidum se situe dans la partie la plus orientale de l'acropole, barré au nord, au sud et à l'est par d'imposantes barres rocheuses. La partie ouest présente une élévation naturelle donnant sur une esplanade dégagée de 300 mètres de long. Chacune des deux extrémités de cet espace est constituée d'un rempart, de telle sorte que le village, protégé par ces deux murs, se trouve dans une position quasi imprenable. Le mur contigu au village se trouve sur un talus artificiel ou qui, du moins, a été aménagé. On peut le rapprocher du rempart de l'oppidum d'Ensérune (Hérault) que longe un chemin de ronde auquel sont accolées les premières maisons du castrum. L'oppidum est relié aux autres sites contemporains des Alpilles par des chemins menant notamment au castellas de Maussane et à celui d'Aureille.

## Historique
L'oppidum a été fouillé par l'archéologue Fernand Benoit de 1935 à 1942,. Lors de ses fouilles, entre 1933 et 1938, Fernand Benoit s'est notamment intéressé à l'espace entre les deux remparts où il n'a pas trouvé de murs d'habitation, notamment au pied de la falaise sud, mais de la céramique indigène, ce qui semble indiquer que la période d'habitation la plus intense se situe entre le Ve et le IIe siècle av. J.-C..
Le site a été inscrit aux monuments historiques par un arrêté du 2 février 1937.

## Description
Le plateau de l'est « paraît être couvert d'habitations » contiguës au rempart, ce qui a été confirmé par les dégagements des quatre habitations que l'on peut aujourd'hui constater. Ces maisons présentent des murs de 1,50 à 2 m de haut. On les date du Ier siècle av. J.-C. sans plus de précision. Les archéologues ont trouvé dans ces maisons des morceaux de dalles de couverture avec larmiers en remploi ainsi qu'un graffiti marqué d'un mot grec : « ουρρεο . Selon Fernand Benoit, les substructions de ces maisons datent des Ve – IVe siècles av. J.-C.. Elles ont été relevées quelques siècles plus tard, ainsi que l'attestent les petits bronzes au taureau, monnaie de Marseille trouvée dans ces maisons. Celles-ci ont été édifiées sans joint de taille, mais à l'aide de brique d'adobe.

## Stèles
Lors de ses fouilles, Fernand Benoit découvre des stèles en calcaire « de Saint-Rémy-de-Provence », selon lui, utilisées en remploi dans le rempart. Ces stèles, de 1,80 m de hauteur, « portent des gravures de chevaux, parfois avec un personnage radié. » Ces stèles sont aujourd'hui conservées à Arles. Le décor est gravé de chevaux ainsi que de cavaliers héroïsés portant des javelots et des signes pectiformes. Après les découvertes de F. Benoit, d'autres stèles ont été mises au jour au pied du rempart en 1965, puis en 1985-1986.

## L'oppidum est-il le site de l'antiqueTericiae?

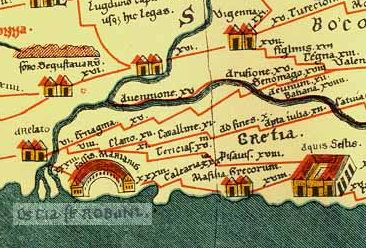
La carte de Peutinger fait référence à un lieu nommé Tericias (Tericiae).

La Table de Peutinger (Tabula Peutingeriana ou Peutingeriana Tabula Itineraria), appelée aussi « Carte des étapes de Castorius », copie du XIIIe siècle d'une ancienne carte romaine où figurent les routes et les villes principales de l'Empire romain qui constituaient le cursus publicus, fait référence à un lieu qu'elle dénomme Tericias, forme dative de Tericiae. D'est en ouest, depuis Aix-en-Provence jusqu'au Rhône, on y lit les noms suivants : Aquis Sextis XVIII Pisavis XVIII Te[r]icias. Ces indications localisent Tericiae sur le territoire de la commune de Mouriès, un peu à l'ouest du village. Mais de nombreux chercheurs se sont interrogés quant à son identification, son nom latin n'étant semble-t-il pas passé dans un toponyme moderne. Et l'on pourrait logiquement s'interroger quant à savoir s'il ne faudra pas voir dans l'oppidum des Caisses de Jean-Jean le site de l'antique Tericiae.
C'est un dénommé Villevieille, antiquaire à Montpellier qui, le premier, a proposé de voir en Tericiae le site antique de Mouriès. L'historien-préfet, Christophe de Villeneuve-Bargemon (1824), localise la ville sur la propriété de Jean-Jean. En 1884, Isidore Gilles propose le quartier de la Castelette, situé entre le village de Mouriès et les Caisses de Jean-Jean. Depuis 1895 et les études de L. Rochetin, il semble établi qu'il faille voir Tericiae en contrebas de l'oppidum. Selon Fernand Benoit, une fois la paix romaine installée en Basse-Provence, la population de l'oppidum serait descendue dans la plaine qu'elle aurait colonisée, donnant naissance à la ville de Tericiae. Benoit propose même un site précis, entre les Caisses, le Castellas, le Mazet et le hameau des Baumettes. Pour Patrice Arcelin, en revanche, la coexistence des Caisses et de Tericiae témoigne de la création de quartiers périphériques aux habitats antiques dans toutes les Alpilles ; on observe le même phénomène à Saint-Rémy-de-Provence, dès le VIe siècle av. J.-C., avec le peuplement du mont Gaussier en retrait de Glanum.

## Galerie

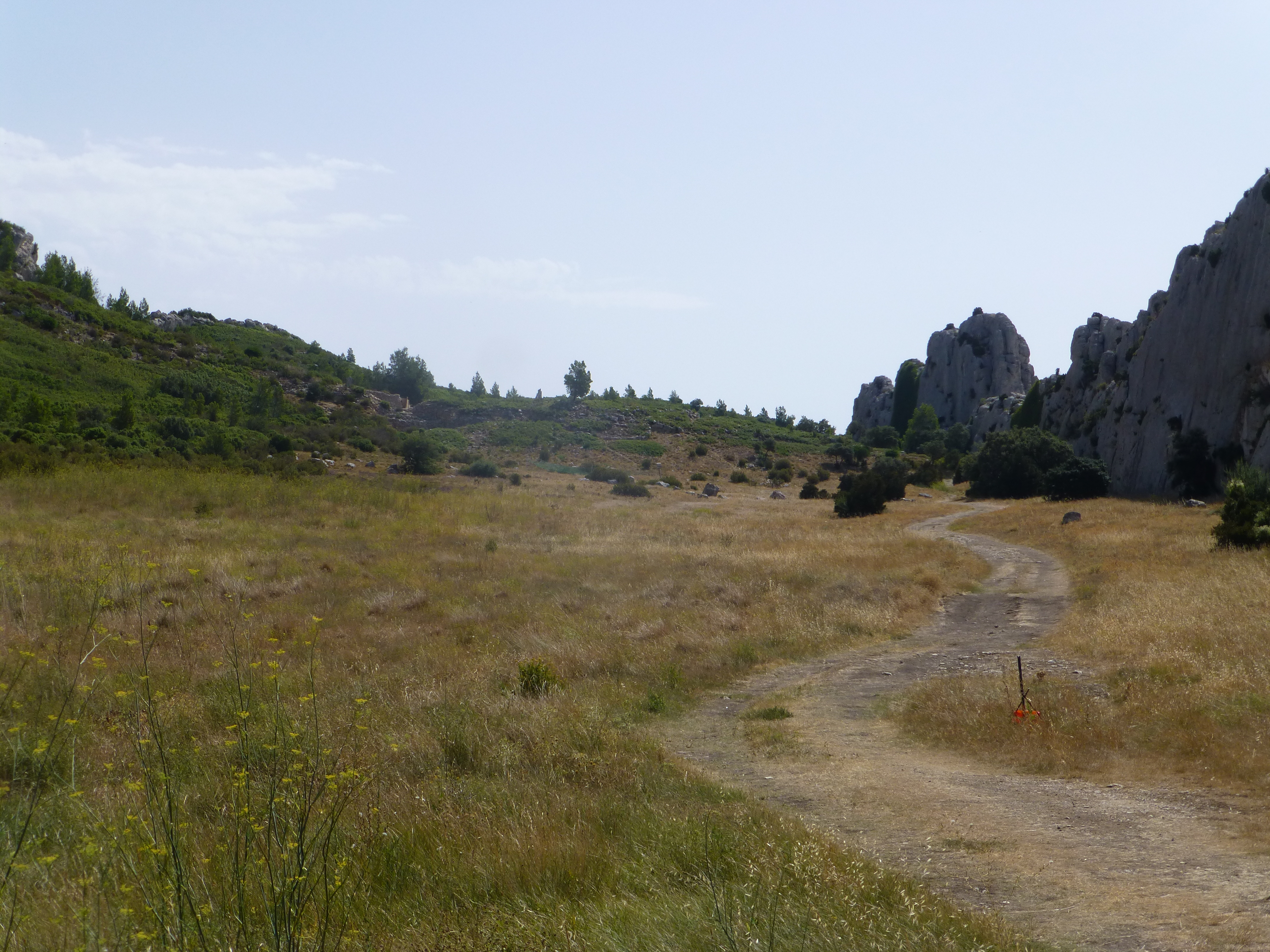
Plaine devant l'Oppidum des Caisses de Jean-Jean (août 2023).
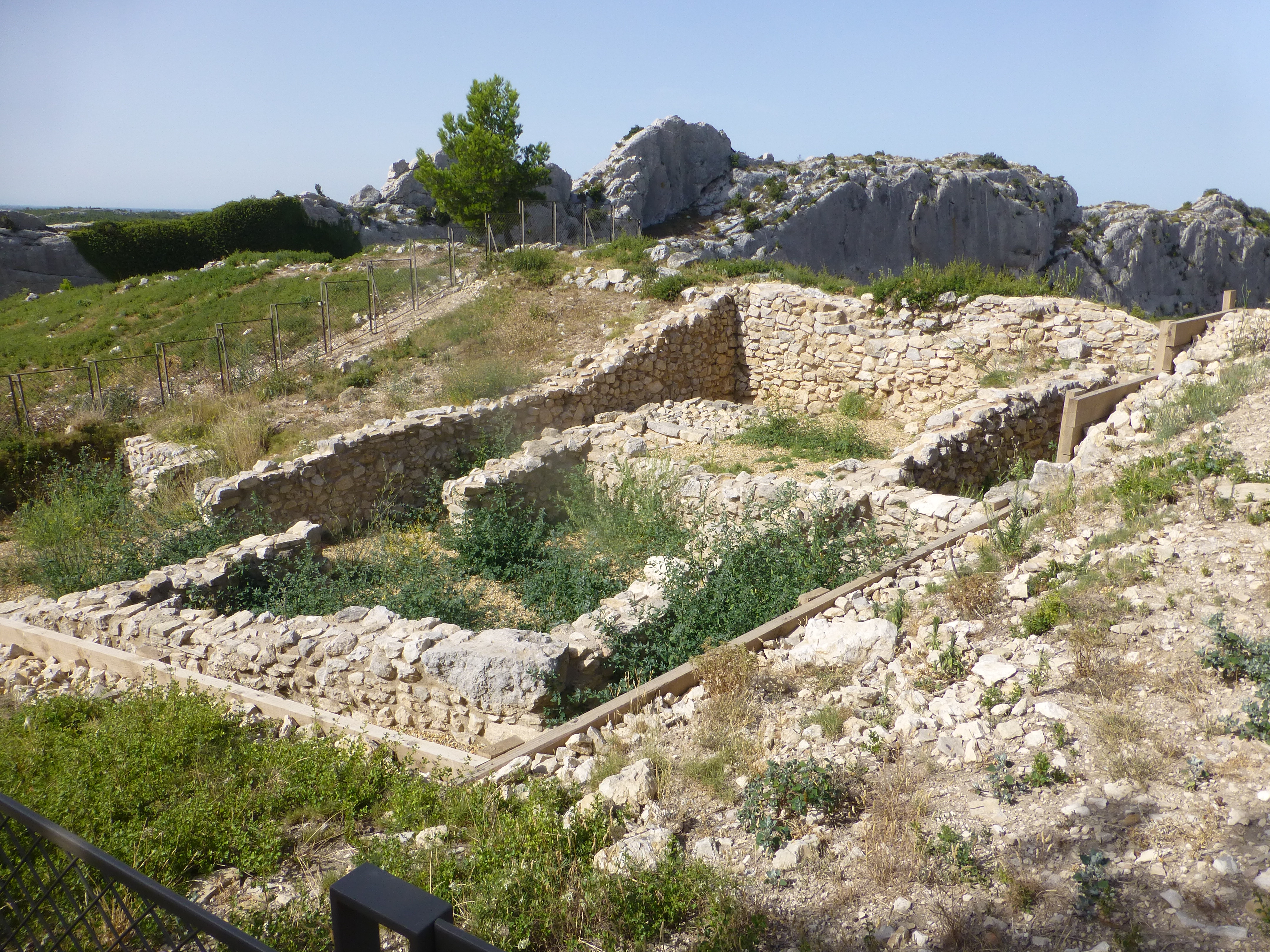
Habitation ou baraquement près de l'entrée de l'oppidum.
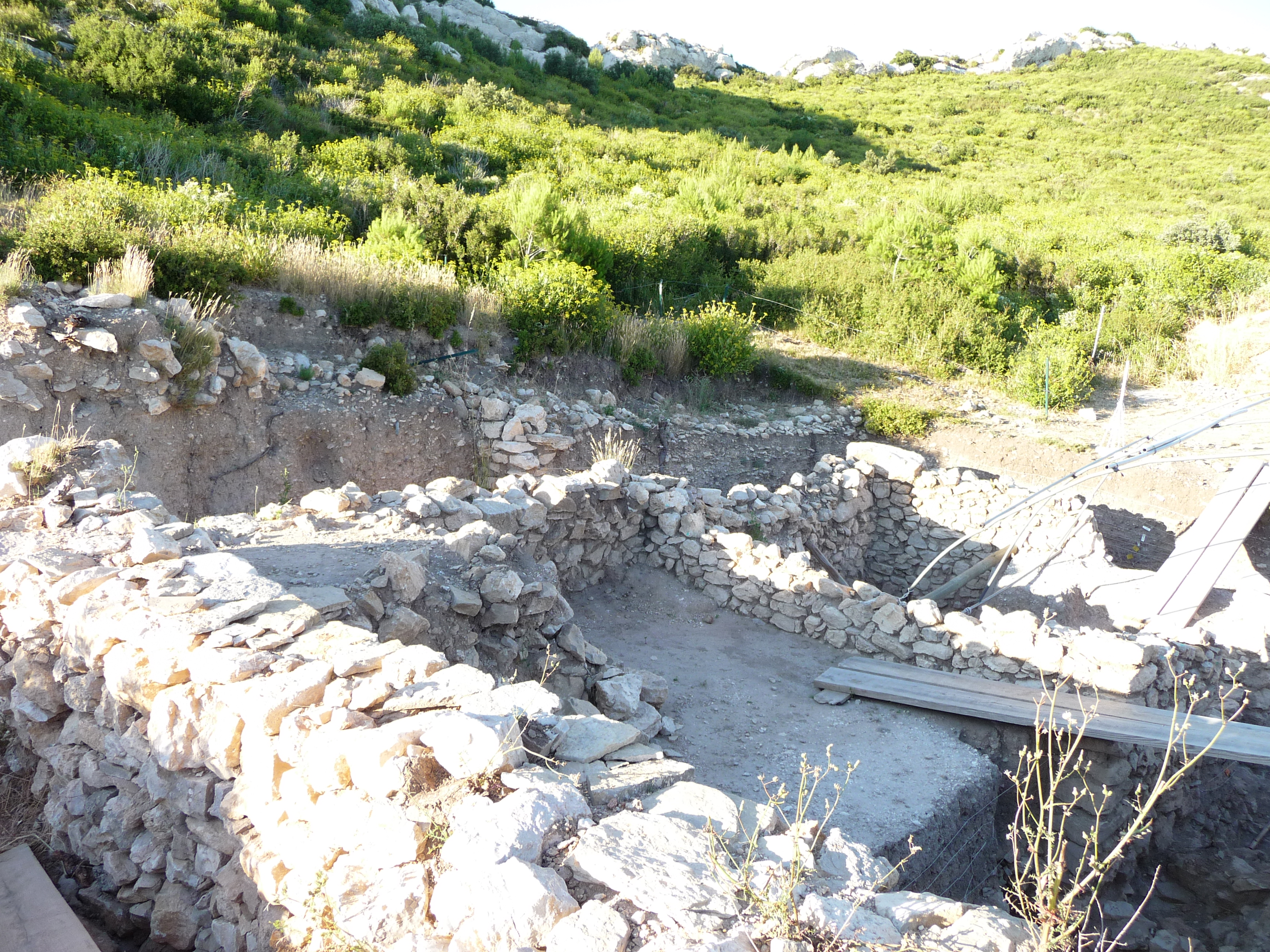
Durant une fouille (2009).
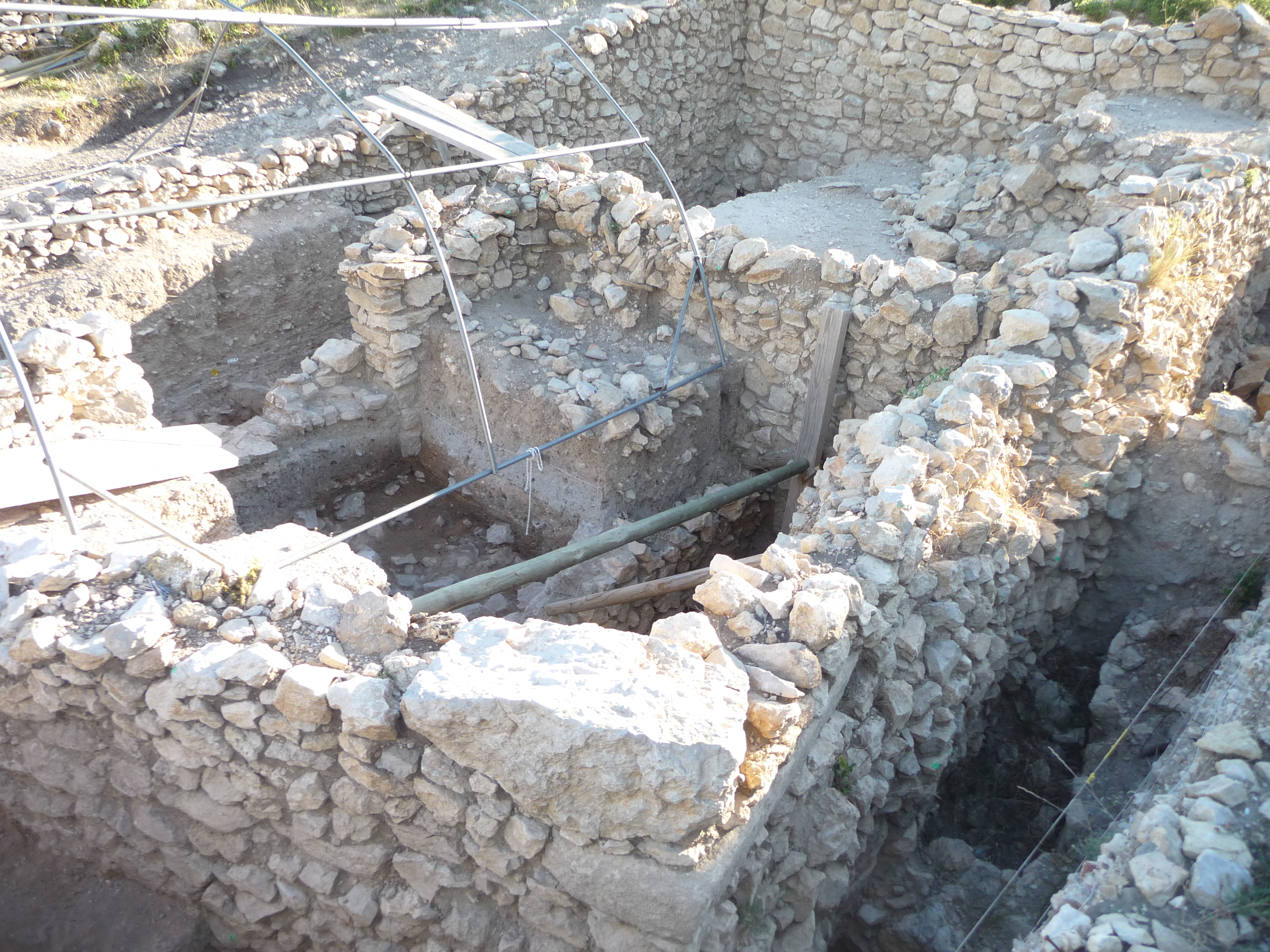
Fouilles (2009).